# Pierre Crémont
Pierre Crémont, född 18 juni 1784 i Aurillac, död i mars 1846 i Tours, var en fransk violinist, klarinettist, dirigent och orkesterledare.
Crémont var elev vid Pariskonservatoriet, vilket han lämnade 1803 för att göra konstresor som violin- och klarinettvirtuos. I Sankt Petersburg stannade han i flera år och dirigerade där franska teaterns orkester. År 1817 återvände han hem, blev 1821 förste violinist och 1828 dirigent i Opéra Comique, innehade senare en liknande befattning i Lyon, varefter han i mitten av 1830-talet drog sig tillbaka och levde obemärkt i Tours. Han komponerade en violinkonsert, en klarinettkonsert, violinduetter, duetter för violin och viola, trior för två violiner och viola samt violinfantasier och militärmusik. Han invaldes 1830 som ledamot av Kungliga Musikaliska Akademien i Stockholm.